# Bayerisches Bäckereimuseum
Das Bayerische Bäckereimuseum ist ein Spezialmuseum in der Kreisstadt Kulmbach in Oberfranken, das sich mit dem Grundnahrungsmittel und Kulturerbe Brot befasst. Es wurde im Jahr 2008 eröffnet und befindet sich im Kulmbacher Mönchshof in einem Gebäudekomplex mit dem Bayerischen Brauereimuseum und dem Deutschen Gewürzmuseum. Der Träger sind die Museen im Kulmbacher Mönchshof e.V.

## Museum
Auf 1000 Quadratmetern Ausstellungsfläche befasst sich das Bayerische Bäckereimuseum mit allen Themen rund um das Backen.
Der Weg durch das Museum führt über verschiedene Zeitepochen. Er beginnt mit einem alten Backhäuschen aus dem 17. Jahrhundert. Dann gelangt man zu einer über drei Stockwerken aufgebauten alten Neidmühle, welche die Arbeiten des Müllers und die einzelnen Arbeitsschritte in einer Getreidemühle vermittelt. Diese stammt ursprünglich aus dem Rittergut Thurnau und findet erstmals im Jahr 1526 schriftliche Erwähnung. Zudem wird über die Antriebsarten historischer Mühlen und unterschiedliche Mehlsorten informiert. 
Der Rundgang führt über verschiedene Epochen vom alten Ägypten über das Zeitalter des römischen Reiches, des Mittelalters, der Zeit der Industrialisierung bis in die heutige Zeit. Auf jeder dieser Stationen werden die Traditionen des Brotbackens und des Handelns mit dem Brot beschrieben. So kann eine Backstube aus den 1930er Jahren besichtigt werden. Ein „Tante-Emma-Bäckerladen“ und ein „Bäckerausführwagen“ beschreiben den Weg des Brotes vom Händler zum Kunden.
Auch wird über religiöse Aspekte in der Geschichte des Brotbackens informiert und die Bedeutung des Brotes in der Literatur beschrieben.